# صامويل كامبو
صامويل كامبو (6 يوليو 1995 ببازل في سويسرا - ) هو لاعب كرة قدم سويسري في مركز الوسط. لعب مع نادي لوزان.

## وصلات خارجية
- صامويل كامبو على موقع الاتحاد الأوربي (الإنجليزية)
- صامويل كامبو على موقع قاعدة بيانات كرة القدم.إي يو (الإنجليزية)
- صامويل كامبو على موقع Soccerway.com (الإنجليزية)
- صامويل كامبو على موقع عالم كرة القدم.نت (الإنجليزية)